# Nieuil
Nieuil är en kommun i departementet Charente i regionen Nouvelle-Aquitaine i västra Frankrike. Kommunen ligger  i kantonen Saint-Claud som ligger i arrondissementet Confolens. År 2022 hade Nieuil 889 invånare.

## Befolkningsutveckling
Antalet invånare i kommunen Nieuil
Referens:INSEE